# David A. Mineau

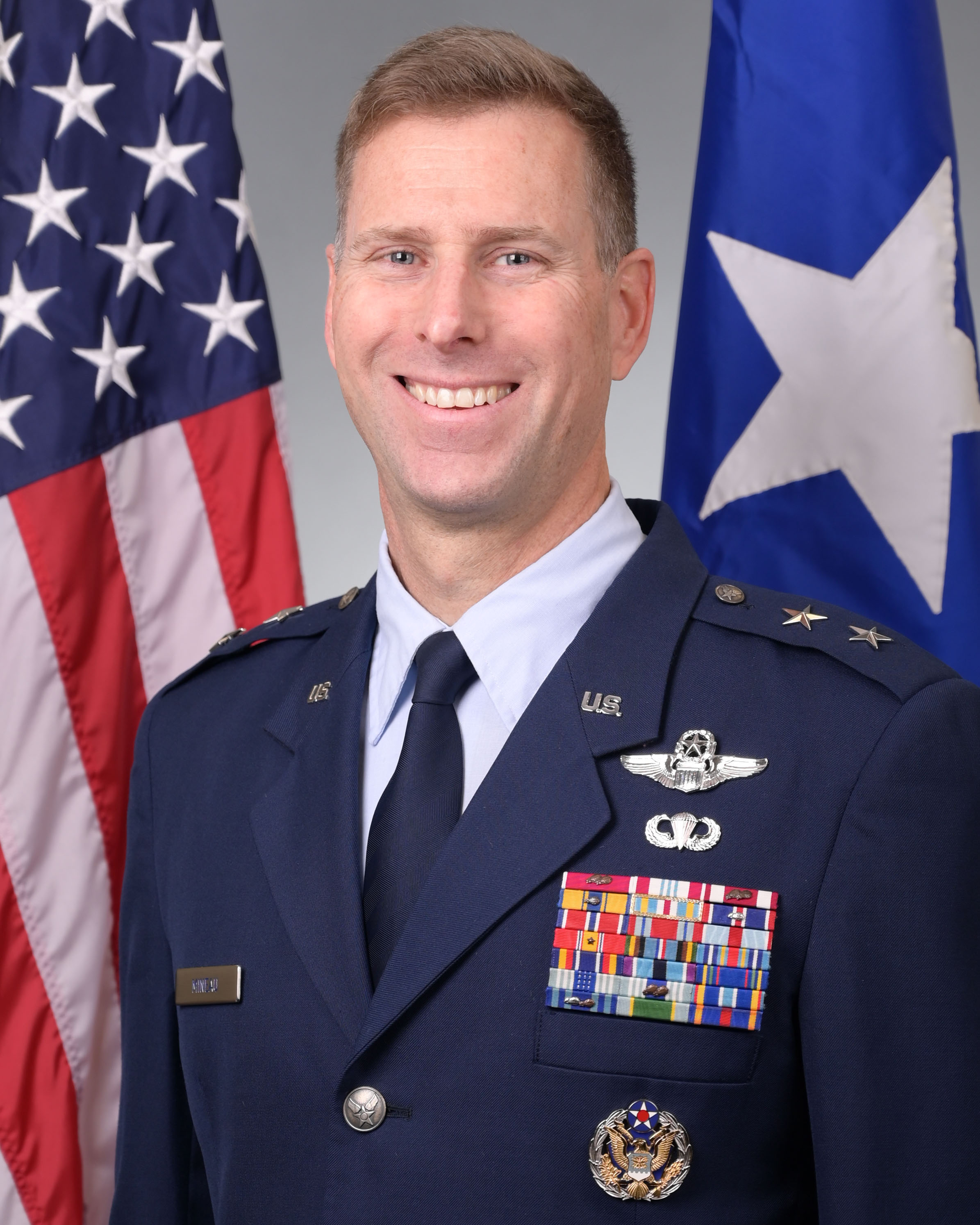
David A. Mineau (2023)

David A. Mineau (* um 1972) ist ein Generalmajor der United States Air Force. Zurzeit (Dezember 2024) kommandiert er die 12. Luftflotte und damit die Luftstreitkräfte des United States Southern Commands.

## Leben
Im Jahr 1994 absolvierte er die United States Air Force Academy in Colorado Springs. Nach seiner Graduation wurde er als Leutnant in das Offizierskorps der Air Force aufgenommen. In der Folge durchlief er alle Offiziersgrade vom Leutnant bis zum Zwei-Sterne-General.
Im Lauf seiner militärischen Karriere absolvierte er verschiedene Kurse und Schulungen. Dazu gehörten unter anderem eine Ausbildung zum Kampfpiloten und weitere Fortbildungskurse als Pilot neuer Flugzeugtypen, die Squadron Officer School auf der Maxwell Air Force Base in Alabama, das Air Command and Staff College, das sich ebenfalls auf der Maxwell AFB befindet, das Marine Corps War College in Quantico in Virginia, der Capstone Executive Development Course in Fort Lesley J. McNair in Washington, D.C., der Combined Forces Air Component Commander Course und der Combined/Joint Special Operations Component Commander Course, beide auf der Maxwell AFB. Außerdem erhielt er akademische Grade von der University of Washington in Seattle und der University of North Carolina at Chapel Hill.
In seinen frühen Jahren als Offizier der Luftwaffe war er an verschiedenen Stützpunkten in den Vereinigten Staaten stationiert. Dabei war er als Pilot, Flugausbilder oder Stabsoffizier bei unterschiedlichen Einheiten tätig. Dazwischen absolvierte er die erwähnten Schulungen. Zu seinen Auslandsstationierungen gehörten ein Aufenthalt auf Island, wo er zwischen September 2003 und Juni 2005 auf der Naval Air Station Keflavik unter anderem Flugausbilder bei der 85. Operationsschwadron (85th Operations Squadron) war. Zwischen Juni 2009 und Juli 2012 kommandierte er auf der Kadena Air Base in Japan die 18. Versorgungsschwadron (18th Operations Support Squadron). Gleichzeitig war er dort Sicherheitsoffizier beim 18. Geschwader.
Nach seinem bis Juli 2013 andauernden Studium am War College des United States Marine Corps wurde David Mineau zur amerikanischen Botschaft in Bagdad im Irak versetzt. Dort war er bis zum Juni 2014 unter anderem als Sicherheitsoffizier im Bereich der Luftverteidigung tätig. Daran schloss sich eine Rückkehr zur Kadena Air Base in Japan an, wo er zwischen August 2014 und Juli 2016 die 18th Operations Group kommandierte. Sein nächster Auftrag führte ihn zur Eielson Air Force Base in Alaska. Dort hatte er zwischen Juli 2016 und Juli 2018 den Oberbefehl über das 354. Kampfgeschwader (354th Fighter Wing).
Daran schloss sich eine Versetzung zum Hauptquartier der Air Force an, wo er bis zum August 2021 in verschiedenen Funktionen in dessen Stabsabteilung für Operationen tätig war. Als Nächstes wurde er auf der Shaw Air Force Base in South Carolina stellvertretender Kommandeur der 15. Luftflotte. Dieses Amt hatte er zwischen August 2021 und Mai 2023 inne. Danach war er bis zum August 2024 stellvertretender Kommandeur der 9. Luftflotte (Ninth Air Force) die die Luftkomponente des United States Central Command darstellt. Die Zuständigkeit des Kommandos und dessen Luftkomponente umfasst den Nahen Osten, Ost-Afrika und Zentral-Asien.
Am 11. September 2024 übernahm David Mineau auf der Davis-Monthan Air Force Base in Arizona als Nachfolger von Evan L. Pettus das Kommando über die 12. Luftflotte (Twelfth Air Force). Dieses Amt hat er bis heute (Dezember 2024) inne. Diese Luftflotte ist die Luftkomponente des United States Southern Command.
Während seiner aktiven Zeit als Militärpilot absolvierte er über 2200 Flugstunden auf verschiedenen Flugzeugtypen.

## Daten der Beförderungen
| Abzeichen | Rang               | Jahr              |
| --------- | ------------------ | ----------------- |
|           | Second Lieutenant  | 1. Juni 1994      |
|           | First Lieutenant   | 1. Juni 1996      |
|           | Captain            | 1. Juni 1998      |
|           | Major              | 1. Juli 2004      |
|           | Lieutenant Colonel | 1. Juni 2008      |
|           | Colonel            | 1. September 2014 |
|           | Brigadier General  | 2. Oktober 2019   |
|           | Major General      | 5. Dezember 2023  |

## Orden und Auszeichnungen
David Mineau erhielt im Lauf seiner militärischen Laufbahn unter anderem folgende Auszeichnungen:
- Legion of Merit
- Defense Meritorious Service Medal
- Meritorious Service Medal